# Pär Holmgren
Pär Holmgren, né le 24 octobre 1964 à Gävle, est un homme politique suédois. Membre du Parti de l'environnement Les Verts. Il est élu député européen en 2019.